# Tông Vông đồng
Tông Vông đồng (danh pháp khoa học: Hureae) là một tông thực vật trong phân họ Euphorbioideae của họ Euphorbiaceae. Nó bao gồm 4 chi.

## Hình ảnh

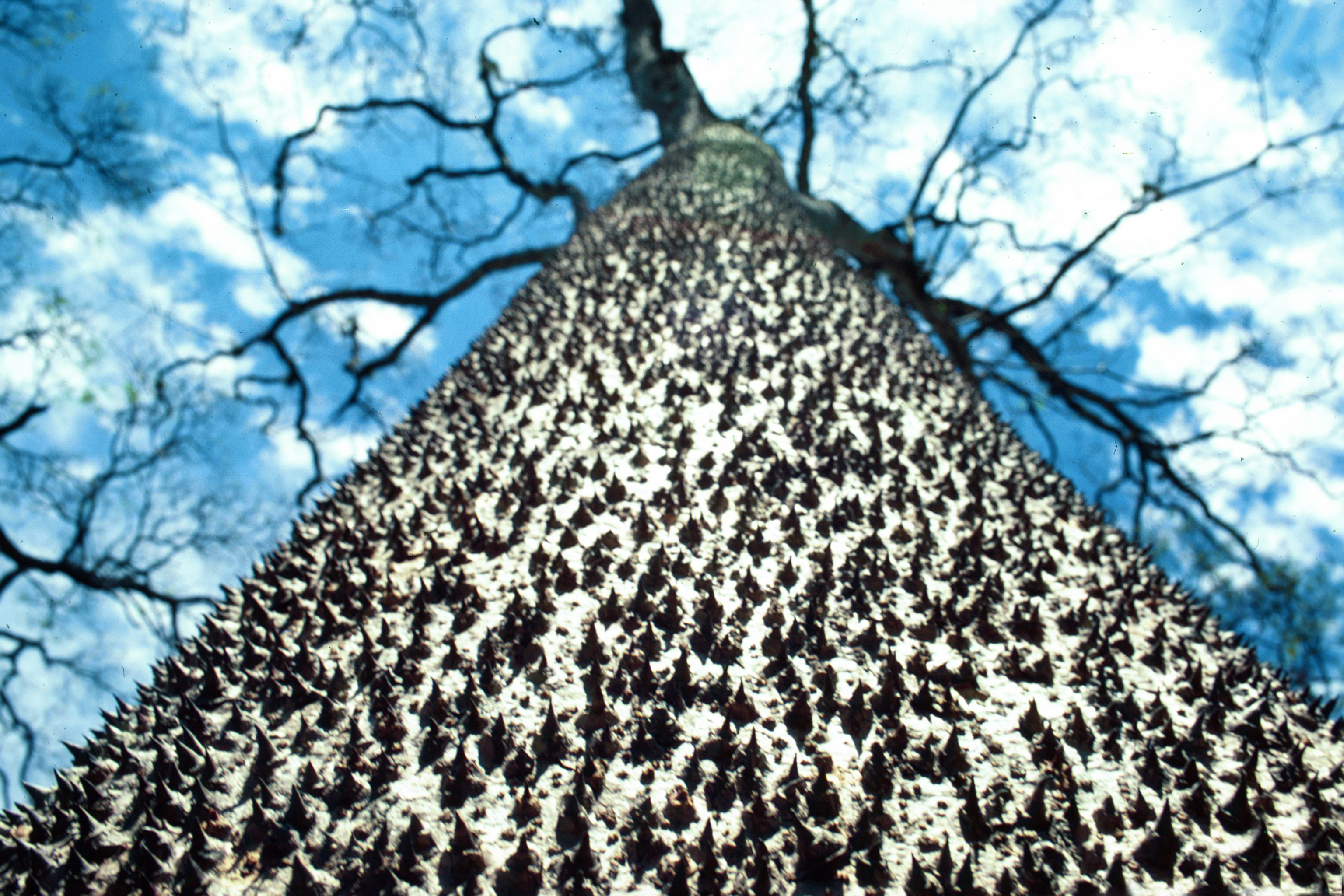

## Phân loại
Tông này gồm 4 chi như dưới đây.
- Algernonia
- Hura
- Ophthalmoblapton
- Tetraplandra